# یاسی
Lilac (#C8A2C8)

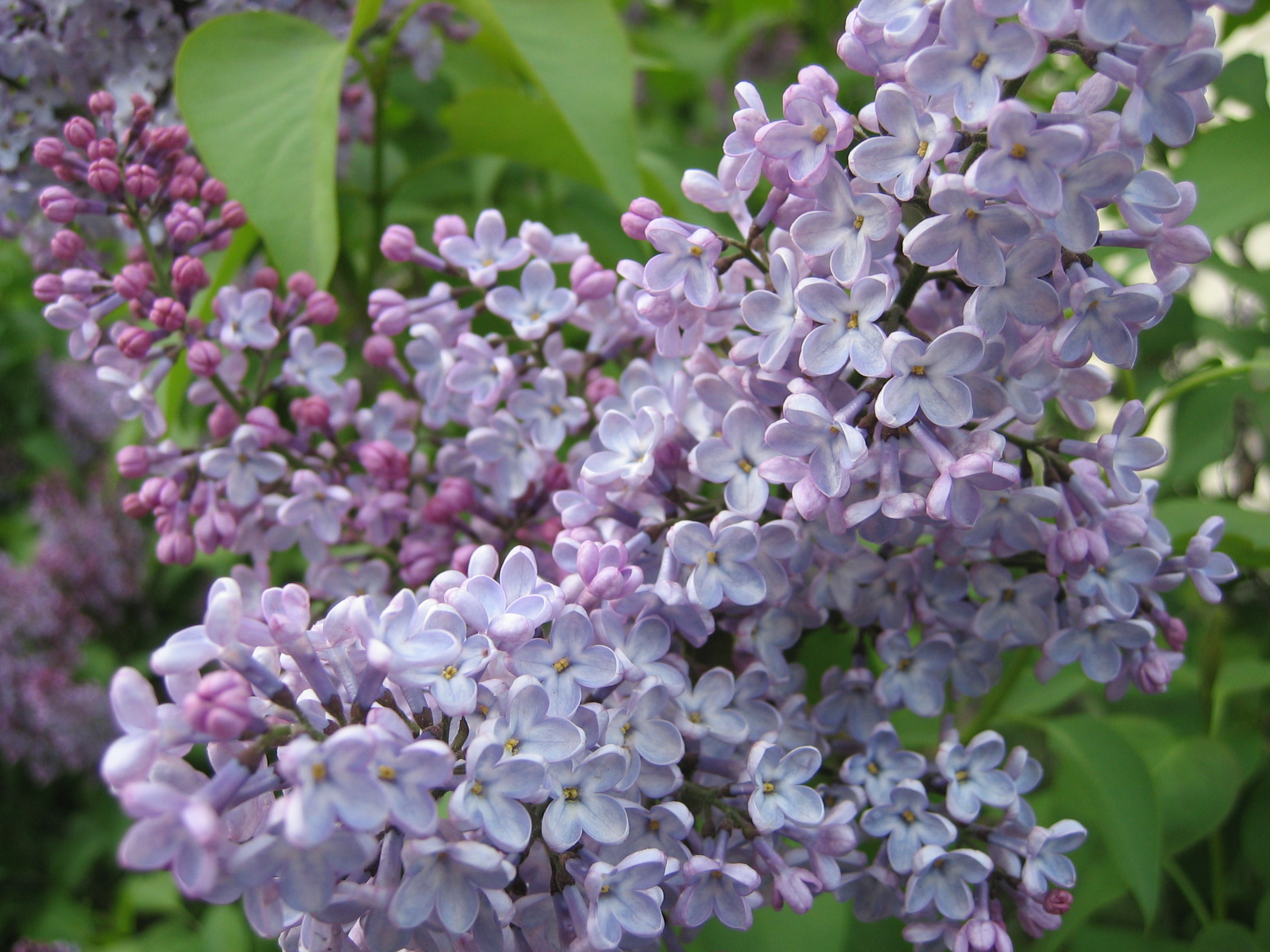
گل‌های یاس بنفش

یاسی (به انگلیسی: Lilac) رنگ بنفش روشن است. نام آن برگرفته از گل یاس بنفش است. این رنگ ترکیبی از رنگ سرد آبی با رنگ صورتی می‌باشد.